# Tracción en las seis ruedas
Tracción a las seis ruedas (6WD o 6×6).- Configuración de tracción total de tres ejes con, al menos, dos ruedas en cada eje que pueden ser accionadas simultáneamente por el motor del vehículo. A diferencia de la tracción a las cuatro ruedas, esta configuración se limita en gran medida a los vehículos militares y todoterreno pesados, como los vehículos todoterreno, los vehículos blindados y los vehículos de transporte de mercancías.
El Alvis Stalwart 6×6 militar, vehículo de 6 ruedas fabricado en Gran Bretaña con tres ejes espaciados uniformemente y tracción 6x6 H a tiempo completo
Cuando un vehículo de este tipo sólo tiene seis ruedas, por definición todas son motrices. Cuando tiene diez, con dos pares de ruedas "dobles" agrupadas en cada eje trasero, como en un GMC CCKW, todas son también motrices, pero se mantiene la designación 6×6. Para la mayoría de las aplicaciones militares, en las que la tracción y la movilidad se consideran más importantes que la capacidad de carga útil, lo normal es que haya ruedas simples en cada eje (a menudo denominadas súper simples).[cita requerida]
Los tractores de transporte pesado y de lastre 6×6 han tenido una larga historia como motores principales, tanto en el ejército (como transportes de tanques y tractores de artillería), como en el ámbito comercial de la tala de árboles y el transporte de equipos pesados, tanto en carretera como fuera de ella.
La mayoría de los vehículos de seis ruedas motrices tienen un eje delantero y dos en la parte trasera (con sólo el par delantero de dirección), o tres espaciados uniformemente en diversas configuraciones de dirección. Dependiendo de la función del vehículo, el número de ruedas varía entre seis (en tres pares) y diez (con dos en la parte delantera y dos ejes dobles con cuatro ruedas cada uno en la parte trasera). La tracción puede limitarse a los dos ejes traseros para su uso en carretera.

## Ejemplos

#### Militar
- Serie británica Alvis FV600: Saladin, Saracen, Salamander y Stalwart
- Finlandia Sisu SA-240 y SA-241
- Renault TRM 10000 francés
- Francés ACMAT VLRA
- Alemán Mercedes-Benz G300 CDI Clase G 6x6
- Alemán MAN/RMMV SX44
- Alemán MAN LX y FX
- Alemán RMMV HX58, HX61 y HX42M
- Austriaco Pinzgauer High Mobility All-Terrain Vehicle
- Italiano Astra Veicoli Industriali gama táctica SM66.40
- Polonia Star 266
- FAP 2026 serbio
- Transportador de cisternas M25 de EE. UU.
- Camión de carga pesada Mack NO de EE.UU.
- U.S. CCKW 2+1⁄2 ton camión de carga medio
- Camión de carga mediano estadounidense M35 de 2+1⁄2 toneladas
- U.S. M561 Gama Goat
- Camión de carga pesada M939 de EE.UU.
- Camión de carga todoterreno MTVR de EE.UU.
- U.S. FMTV MTV
- M123/123A, M125/125A de EE.UU. para el transporte de mercancías pesadas
- Camión de carga indio Ashok Leyland FAT 6×6

#### Militar/comercial
- Canadá Western Star Trucks
- Tatra T815 checo
- Alemán Mercedes-Benz Actros
- Alemán Mercedes-Benz Zetros
- Ruso Ural-4320
- Ruso ZIL-131
- KrAZ-255 ucraniano
- U.S. Oshkosh M911 (también producido como 8x6 con un segundo eje elevable)

#### Comercial
Los camiones comerciales de 6×6 fueron fabricados por Hayes Manufacturing y Pacific Trucks, que también produjeron tractores de lastre para transporte pesado. El Freightliner Business Class M2 es un camión comercial de servicio medio vendido en Estados Unidos y disponible en configuración 6×6.

#### Conversiones
Se fabrican conversiones de camiones de tracción a las cuatro ruedas de 6×6, como el Perentie Land Rover Defender y el "Landcruiser Sherman" del ejército australiano), así como versiones de 6×4 (con tracción sólo en los ejes delantero y trasero o delantero y central).

#### ATV/UTV de recreo
Polaris Industries ha producido durante muchos años una serie de ATV y UTV de seis ruedas motrices, basados en un Magnum, Sportsman o Ranger estándar con un eje adicional y una caja de carga sobre las ruedas traseras.

### Coches conceptuales
- Mercedes-Benz G63 AMG 6x6 con doble eje trasero

Entre los coches conceptuales, el banco de pruebas y los ejemplos comerciales de producción limitada se encuentran:
- Hennessey Ford VelociRaptor 6×6, con un bastidor ampliado de 30 pulgadas y seis ruedas motrices.
- Jeep 6x6 de seis ruedas motrices. Chasis, carrocería y línea motriz totalmente personalizados.

#### Eje delantero doble
- Ford Seattle-ite XXI (concept car)
- Tyrrell P34

#### Doble eje trasero
Los vehículos 6x6 con tracción por bogie (eje gemelo) son fabricados por 6x6 Australia Pty Ltd y cuentan con una suspensión trasera de muelles helicoidales de carga compartida con tracción por bogie a tiempo completo
(eje doble) en la parte trasera, y una función de "dirección de balanceo" integrada en el diseño de la suspensión. Todos los vehículos 6x6 Australia Pty Ltd cumplen la normativa ADR con la IPA para vehículos "pesados" y "ligeros".
Dodge T-Rex
- Mercedes-Benz G63 AMG 6x6 4x4 más dos sin carga compartida, lo que significa mucha menos articulación de las ruedas para el off-road, necesitando cinco bloqueos de diferencial para funcionar